# ماري سبنسر
ماري سبنسر هي مصورة كندية، ولدت في 4 أكتوبر 1857 في سانت كاثرينز في كندا، وتوفيت في 1 سبتمبر 1938 في سمرلاند في كندا بسبب ذات الرئة.